# Migiandone
Migiandone (Dorf in walser) è l'unica frazione del comune di Ornavasso nella provincia del Verbano-Cusio-Ossola; fu comune autonomo fino al 1928, aggregato ad Ornavasso a seguito del regio decreto 6 settembre 1929, n. 1516, e comprende al suo interno le località di Gabbio, Teglia-Loia e Vadi. Come ad Ornavasso, intorno al 1300 vi si insediarono gruppi di coloni walser provenienti dalla regione del Sempione, che apparteneva alla stessa casa feudale di Ornavasso, e risultò già germanizzato alla fine del XV secolo.

## Geografia fisica
La frazione, di circa 400 abitanti, è situata a 210 m s.l.m. Distaccata dal centro comunale, è posta a circa 4 km a Nord di esso, lungo la Strada provinciale 166 della Val d'Ossola, adiacente alla Strada statale 33 del Sempione sul lato destro del fiume Toce, alle pendici del Monte Massone. Poco lontana da Migiandone, all'altezza della Linea Cadorna, sorge la Necropoli di Ornavasso. Questa località, insieme a quella limitrofa di Anzola d'Ossola, presenta inverni molto freddi con scarsa esposizione solare.

## Monumenti e luoghi d'interesse
Sul suo territorio la frazione ospita il Santuario della Madonna di Oropa. 

## Geologia
A Migiandone è presente un giacimento di Calcopirite. L'estrazione di questo minerale è avvenuta a partire dal 1856 tuttavia, visti i bassi profitti a fronte dei numerosi investimenti, venne abbandonata nel 1870.